# كينيت شورمانس
كينيت شورمانس (25 مايو 1991 بجينك في بلجيكا - ) هو لاعب كرة قدم بلجيكي في مركز الدفاع. لعب مع نادي فيسترلو.

## روابط خارجية
- كينيت شورمانس على موقع قاعدة بيانات كرة القدم.إي يو (الإنجليزية)
- كينيت شورمانس على موقع Soccerway.com (الإنجليزية)